# VO2 max
VO2 max (också maximal syreförbrukning, maximal syreupptagningsförmåga eller maximal aerob kapacitet) är den högsta graden av syreförbrukning mätt under stegvis ökande träning, typiskt på ett löpband. Maximal syreförbrukning återspeglar den aeroba konditionen för en individ och är en viktig faktor för dess uthållighetskapacitet under långvarig, sub-maximal träning. Namnet kommer från "Volym O2 max".
Den maximala syreupptagningsförmågan används som ett mått på kroppens förmåga att bilda energi med hjälp av syre. VO2 max mäts i liter syre per minut.